# Leopold August Abel
Pour les articles homonymes, voir Abel (homonymie).
Leopold August Abel (né en 1717 à Köthen et mort en 1794 à Ludwigslust) est un violoniste et compositeur allemand.

## Biographie
Il est le frère aîné de Karl Friedrich Abel dont il n’atteint pas la réputation posthume. Il étudie le violon avec Bendal. Il joue à l’orchestre du théâtre de Brunswick. Il est successivement chef d’orchestre à la cour du prince de Schwarzburg-Sondershausen en 1758, puis du margrave de Schwedt en 1766 et du duc de Schwerin en 1770.

## Œuvres
Une partie de ses études pour violon sont déposées à la Gesellschaft der Musikfreunde  à Vienne.
Il a composé une sinfonia a 8 voci en 1766 et des études pour violon.

## Source de traduction
- (en) Cet article est partiellement ou en totalité issu de l’article de Wikipédia en anglais intitulé « Leopold August Abel » (voir la liste des auteurs).